# Couilles de mouton
Les couilles de mouton sont une spécialité tripière du Limousin et du Périgord vert, dont l'ingrédient principal est le testicule de mouton, également appelé, sous une forme plurielle, amourettes ou animelles de mouton. Si des spécialités similaires, à base des mêmes ingrédients, existent dans plusieurs régions d'Europe, ainsi qu'en Afrique du Nord, la préparation culinaire appelée « couilles de mouton » est une spécialité gastronomique spécifique au Limousin.

## Définition
Appelées colhas de moton (prononcé « couilla dé moutou ») en Limousin, les couilles de mouton sont des testicules d’ovins que l’on fait dégorger puis que l’on blanchit, avant de les couper en fines lamelles et de les passer à la poêle. Lors de la cuisson, on ajoute une persillade et une pointe de citron.

## Utilisation
La couille de mouton est un plat qui se déguste chaud, avec un vin blanc de Corrèze ou des coteaux de Verneuil.
Il faut 10 kilos de testicules de mouton, d'un poids unitaire d'environ 200 grammes, pour préparer 5 kilos de ce plat.
Appelées « frivolités bénéventines » à Bénévent-l'Abbaye, les couilles de mouton y sont le plat principal des moutonnades de la Saint-Barthélemy.
Les couilles de moutons sont l'une des spécialités tripières du Limousin qu'il est possible de déguster à Limoges, en restaurant ou lors de la frairie des petits ventres.